# Nerine bowdenii
Espèce
Classification APG III (2009)
Nerine bowdenii est une espèce de plantes herbacées vivaces. Elle appartient à la famille des Liliaceae selon la classification classique. La classification phylogénétique la place dans la famille des Amaryllidaceae.
Nerine bowdenii est une plante monocotylédone appartenant à l'ordre des Asparagales, comprenant près d'une cinquantaine de variétés de nérines. 
Cette plante est originaire d'Afrique du Sud sous le nom de « fleur du Cap ». Lors d'un transport maritime vers les îles Britanniques, des spécimens se seraient échoués sur les îles Anglo-Normandes, notamment l'île de Guernesey. Depuis, elle est devenue la fleur emblématique de l'île sous le nom de Lis de Guernesey. C'est sous cette appellation qu'elle est connue en Angleterre. Mais elle a également essaimé sur l'île voisine de Jersey sous le nom de Lis de Jersey.

## Description
Nerine bowdenii possède des fleurs roses parfumées qui la distingue de Nerine sarniensis aux fleurs rouges.
C'est une plante à bulbe de 3 à 5 cm de diamètre. À la fin de l'hiver et au début du printemps, la plante produit plusieurs tiges en forme de feuilles vertes, d'environ 20 cm de long et 1 cm de large, disposés en deux rangées. Les feuilles meurent à la fin du printemps et le bulbe est alors en sommeil jusqu'à la fin de l'été.